# Eregion
L'Eregion est une région fictive issue de l'univers de l'écrivain britannique J. R. R. Tolkien.

## Géographie
La région de l'Eregion, également connue sous le nom de Hollin, est un territoire fictif appartenant à l'univers épique de la Terre du Milieu, créé par l'écrivain britannique J.R.R. Tolkien. 
Située à l'ouest des Montagnes Brumeuses et au sud de la Forêt de Lothlórien, l'Eregion est réputée pour son paysage vallonné et ses vastes étendues boisées. 
La principale caractéristique géographique de cette région est la rivière Glanduin, qui traverse les terres verdoyantes et se jette finalement dans le grand fleuve Mitheithel (ou Hoarwell). 
La proximité de l'Eregion avec la Moria, une ancienne cité naine maintenant abandonnée et infestée de créatures maléfiques, en fait une région à la fois mystérieuse et dangereuse. 
Malgré les menaces qui pèsent sur cette contrée, l'Eregion demeure un lieu d'une grande beauté naturelle, où se mêlent les charmes de la terre et les secrets du passé.

## Histoire
La région est occupée pour la première fois en l'an 750 du Second Âge par les Noldor dirigés par Galadriel et Celeborn. Là, les elfes du Gwaith-i-Mírdain, la Guilde des Forgerons de Joyaux, réalisèrent les plus belles œuvres de la Terre du Milieu, à part celles de Fëanor. Grâce au commerce réalisé avec les Nains de la Moria dirigés par le roi Durin III et leurs mines de mithril, l'Eregion prospéra. La porte ouest de la Moria témoigne de cette amitié : elle est réalisée avec l'aide des forgerons d'Eregion, et on peut y lire le nom de l'Elfe Celebrimbor. 
Sauron s'installe au Mordor vers l'an 1000 S.A., pour s'opposer à la puissance grandissante des Númenoréens sur les côtes de la Terre du Milieu. 
En 1200 du Second Âge, un certain Annatar ("le Seigneur des Dons") vint et proposa d'apprendre au peuple d'Eregion l'art de forger des Anneaux de Pouvoir. Mais Galadriel ainsi que Círdan et le roi Gil-galad du Lindon le soupçonnèrent de ne pas être celui qu’il prétendait être. 
En 1312, un royaume Troll et Dunlending organisé par Sauron voit le jour au sud du Glanduin, menaçant directement l'Eregion.
Vers 1590, les forgerons Noldor commencèrent leur travail avec l'aide d'Annatar. Celebrimbor forgea, avec le savoir d'Annatar mais sans lui, trois anneaux destinés aux elfes. Après plusieurs essais, neuf furent créés pour les Hommes et sept pour les Nains.
Annatar organisa une révolte contre Galadriel et ce fut Celebrimbor, déjà maître du Gwaith-i-Mírdain, qui devint seigneur d'Ost-in-Edhil, capitale de l'Eregion. Galadriel et Celeborn furent chassés d'Eregion et trouvèrent refuge dans le Royaume des Elfes sylvains de Lothlórien, à l'est des Monts Brumeux.
En 1600 Sauron retourne au Mordor, achève la construction de la forteresse de Barad-dûr puis forge l'Anneau unique dans l'Orodruin (la Montagne du Destin), Celebrimbor s'aperçut qu'il avait été dupé : Annatar était en fait Sauron, et par le biais de l'Unique, contrôlait tous les autres Anneaux, sauf les Trois, que l'elfe donna à Gil-galad pour qu'il puisse les mettre en sécurité. 
En 1693 du Second Âge éclata la guerre des Elfes et de Sauron qui attaqua pour s'approprier les anneaux des elfes. Elrond fut alors envoyé comme Héraut par Gil-galad en Eregion ; La guerre fut dévastatrice pour l'Eregion, car la cité d'Ost-in-Edhil fut assiégée, détruite et Celebrimbor tué. Les troupes de Sauron utilisèrent son corps comme bannière. Elrond continua d'attaquer l'arrière-garde de Sauron alors que celui-ci envahissait l'Eriador et permit ainsi d'éviter que Sauron ne détruise le Lindon. 
En 1697, les Nains de Khazad-dûm facilitèrent le retrait d'Elrond d'Eregion puis se retirèrent dans leur cité, en fermant sa porte Ouest. Elrond emmena les réfugiés vers le Nord, où il fonda alors Imladris (Fondcombe ou Rivendell) sur la rivière Bruinen.
Le royaume d'Eregion dévasté, Gil-galad demanda alors des renforts à Númenor, renforts qui sont envoyés par Minastir, entre 1731 et 1869 du Second Âge, et qui permettent de vaincre Sauron.

## Adaptations
Dans les Anneaux de Pouvoirs (2022), Celebrimbor forge les Trois à Ost-in-Edhil.
Dans Le Seigneur des Anneaux Online, la région d’Eregion englobe la majeure partie du royaume, y compris les murs de la Moria, « Nan Sirannon », l’entrée ouest de la porte Redhorn, et « Mirobel » et « Tham Mírdain » sur le côté est de la capitale. Pour des raisons de gameplay, l’Eregion occidentale fait partie de la région de Swanfleet. Cela inclut la partie principale de la capitale, « Caras Gelebren », et la frontière avec l’Angle.